# 아레슐트 서역
아레슐트 서역(독일어: Bahnhof Aareschlucht West)은 스위스 베른주 마이링엔 지자체에 있는 기차역이다. 1,000mm 마이링엔-인너트키르헨 철도(MIB)의 마이링엔-인너트키르헨선 노선 상에 위치한다. 이 역은 아레강과 인접하며, 아레 협곡(독일어:아레슐트)의 바로 서쪽에 있다.

## 운행편
2020년 12월 운행시간표 변경에 따라 아레슐트 서역에서 다음 서비스가 정차한다.
- 레기오 : 마이링엔과 인너트키르헨 MIB 사이를 30분 간격으로 운행한다.